# 鯉魚潭 (花蓮縣)
鯉魚潭位於台灣花蓮縣壽豐鄉，地處花東縱谷國家風景區的最北端。鯉魚潭為木瓜溪支流銅文蘭溪之上游與花蓮溪支流荖溪之間河川襲奪所形成的堰塞湖，湖面呈南北長東西窄的橢圓形，面積約104公頃左右，湖水來自於地底湧泉，所以終年清澈，水最深處達15公尺。
而「鯉魚潭」的得名說法有二：一是因為側邊山岳形似鯉魚，故山與湖同齊名為鯉魚，有「鯉魚山上有鯉魚，鯉魚潭裡水中游。」俚語的稱呼。另一種說法源於最早活動於此處的台灣原住民太魯閣族，因為登至山頂往下看，潭的形狀就像是一隻剛捕獲的鯉魚在跳躍，所以以此名之。
該處環境與水質均保持良好，近年來每年四、五月均舉辦螢火蟲季，更顯示當地生態與環境保育的成功。此處的玉山神學院，也是賞櫻的去處之一。優美的景色吸引許多遊客來此，為台灣東部與太魯閣、七星潭等風景區為知名的旅遊勝地。

## 未來規劃
2002年，時任花蓮縣議員黃憲東提出「南溫泉、北纜車」構想在此處興建觀光纜車。2004年得到花蓮縣政府採納，並會同時任行政院經建會副主委張景森實地會勘，林務局亦提出可行性計畫建議書，時任行政院長游錫堃裁示全案需中央與民間共同投資，惟因徵求民間投資受阻而擱置。
2014年9月，花蓮縣政府預計花東基金補助並辦理可行性評估計劃在此處推動「觀光纜車」計畫（連接志學車站、池南國家森林遊樂區、哈崙森林鐵路），花蓮縣議會也表示支持，而後花蓮縣政府亦持續規劃，但迄今此規劃處於擱置階段。

## 圖片

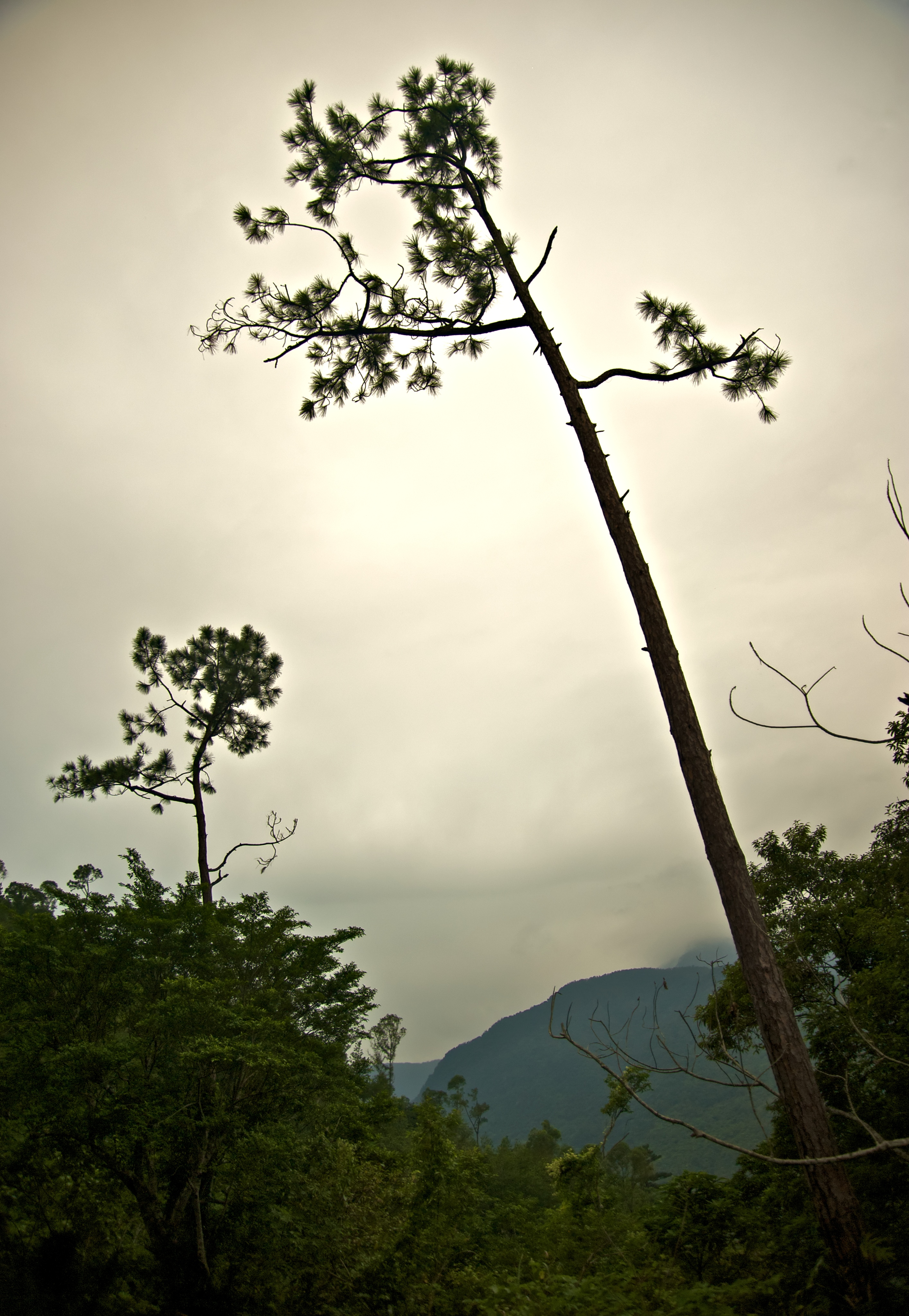
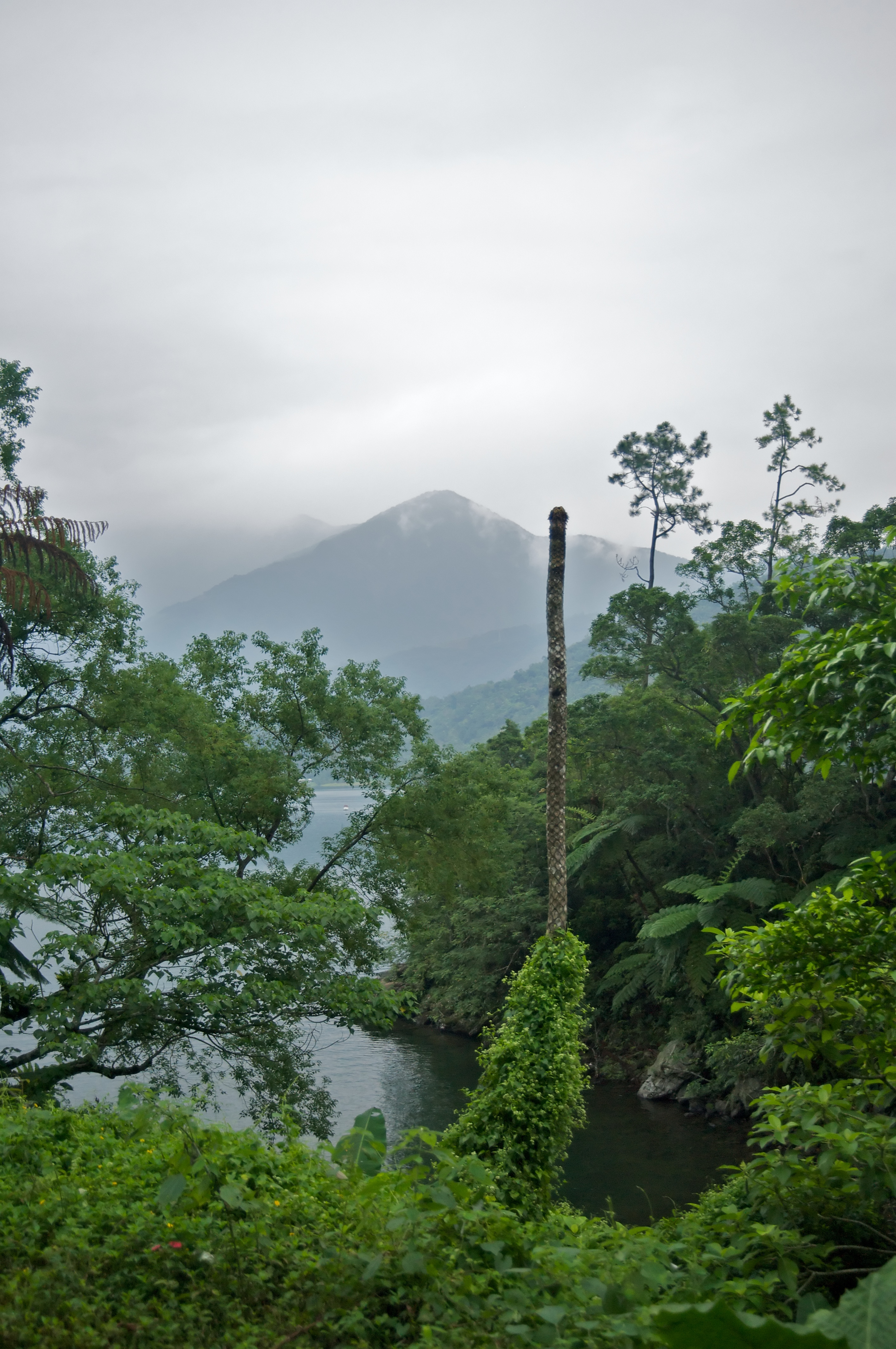
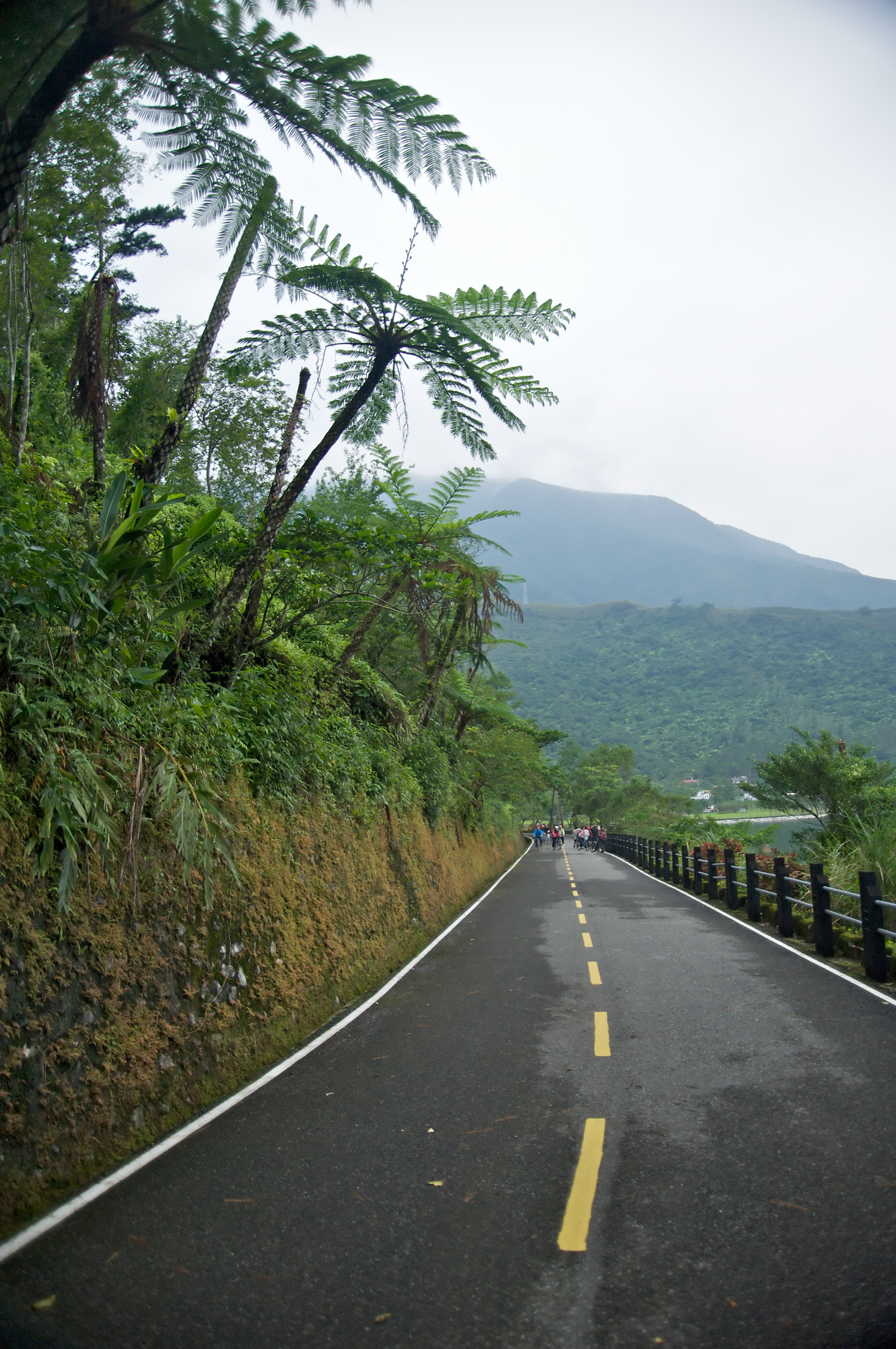
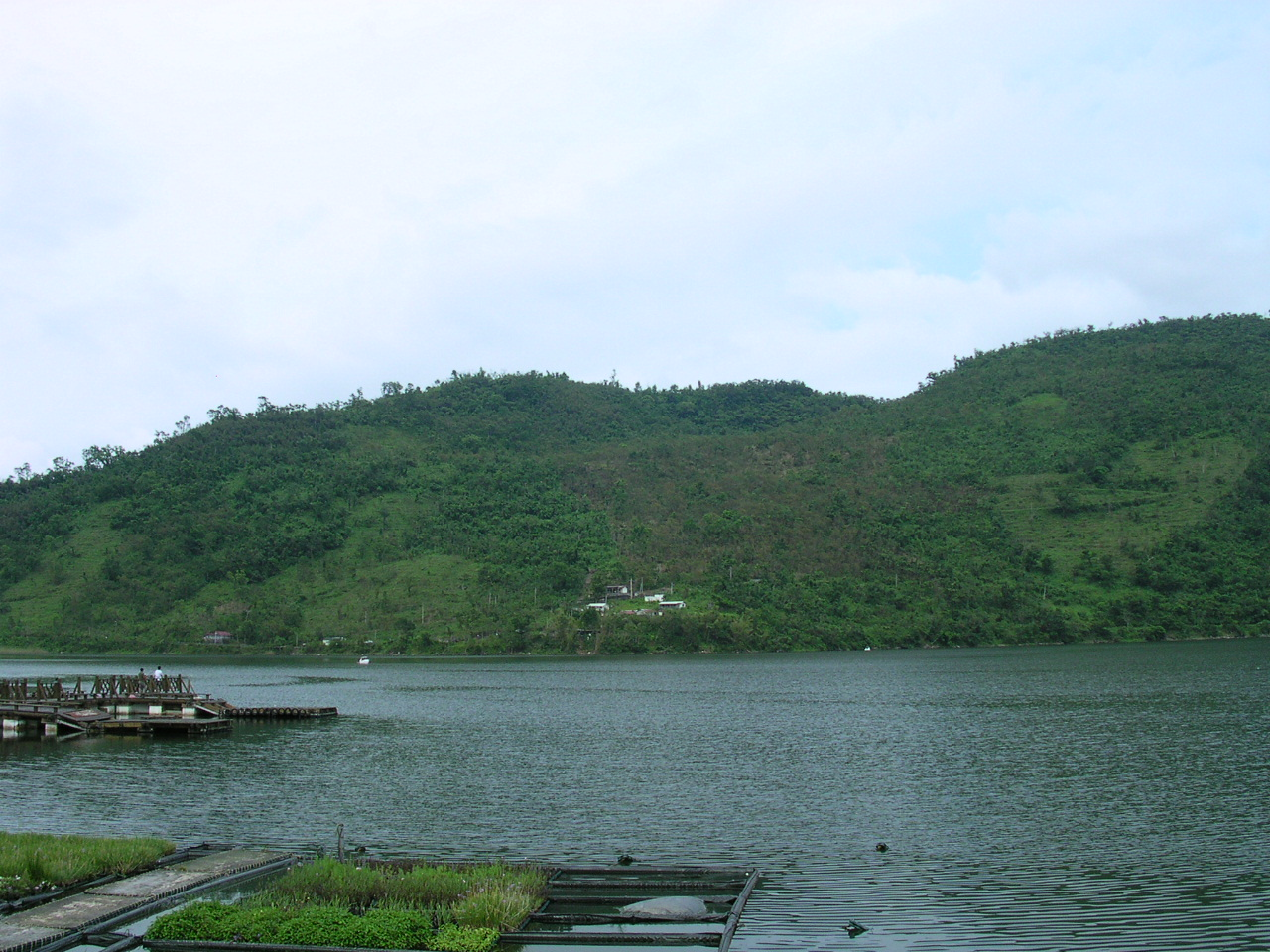
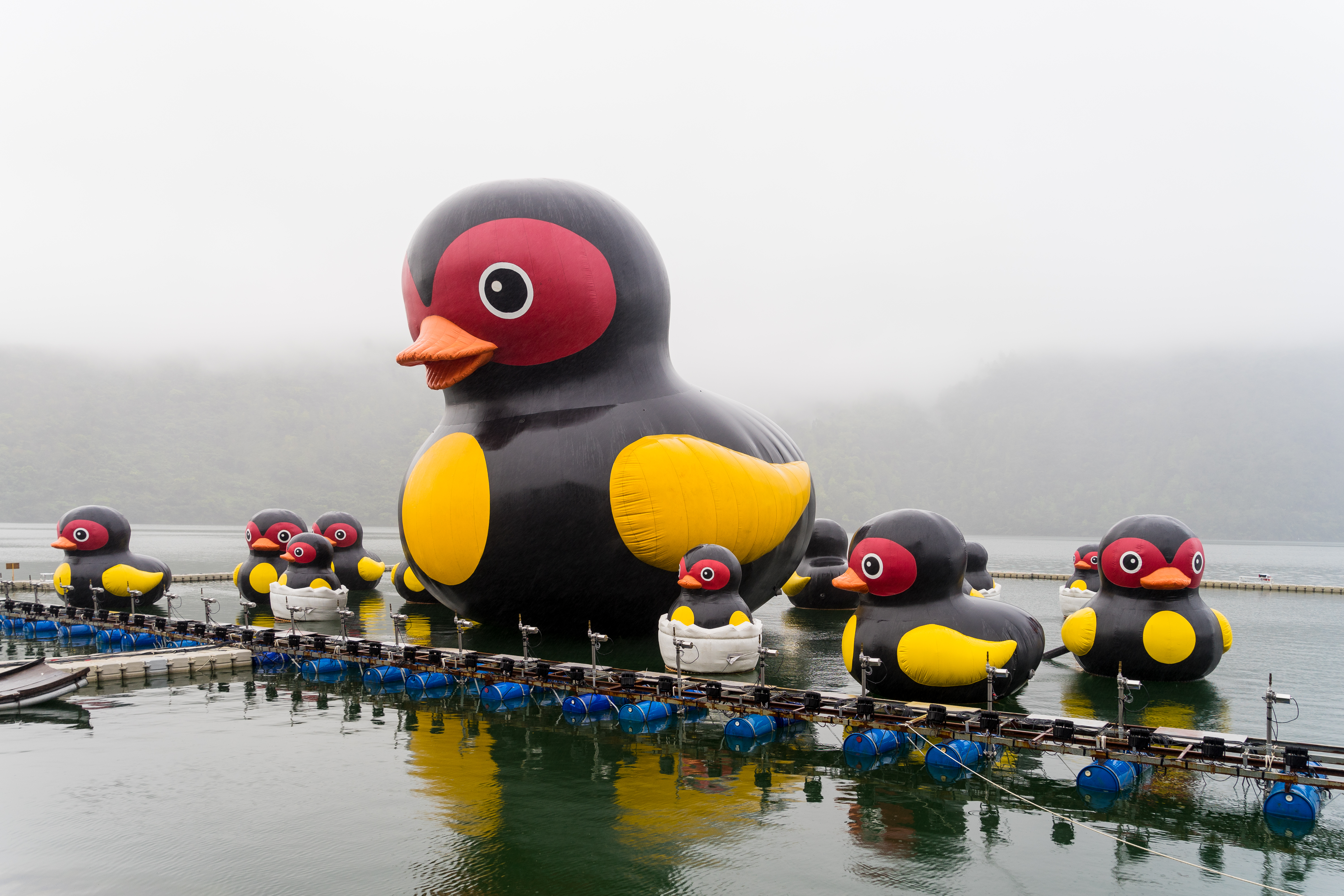
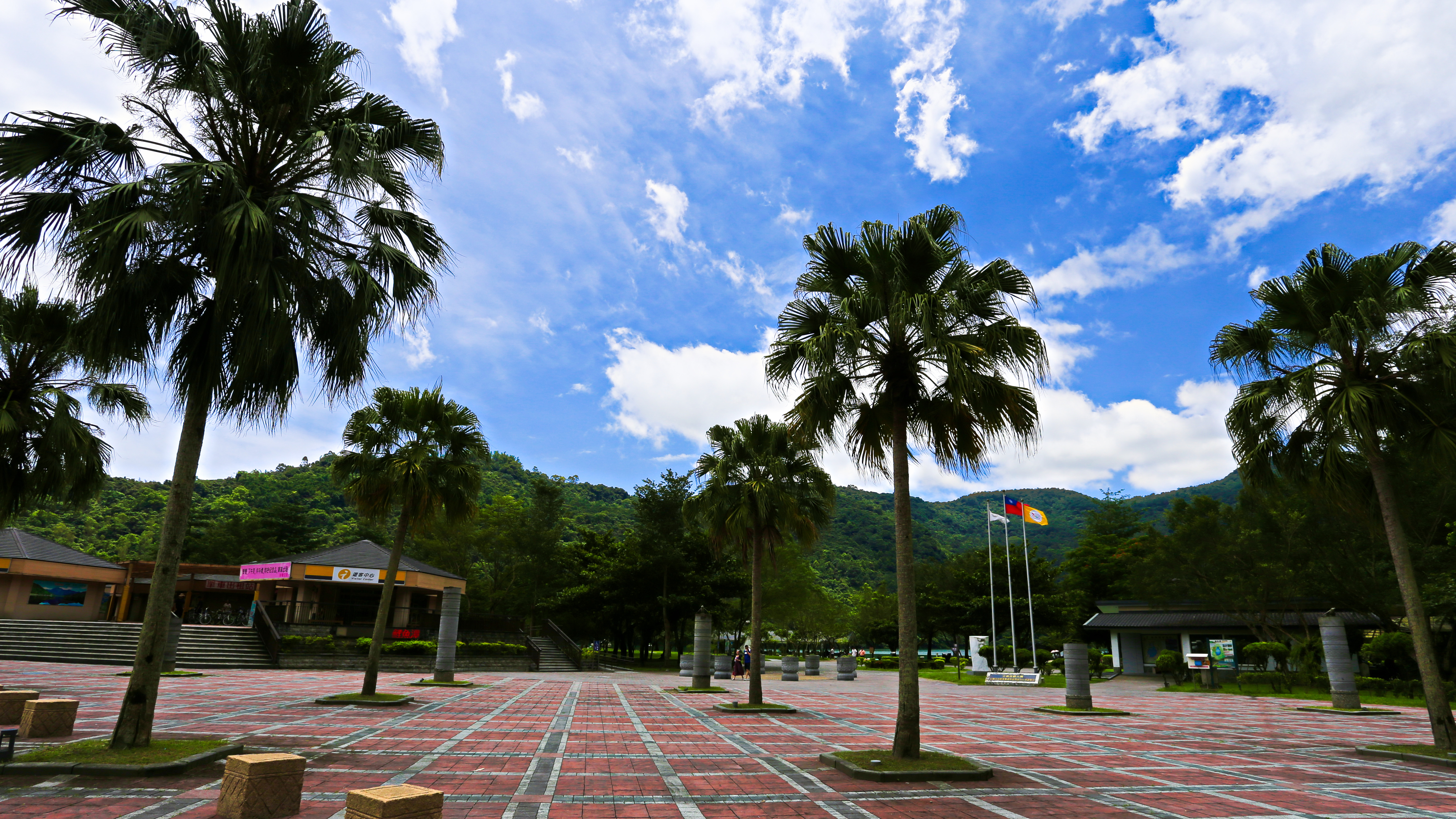
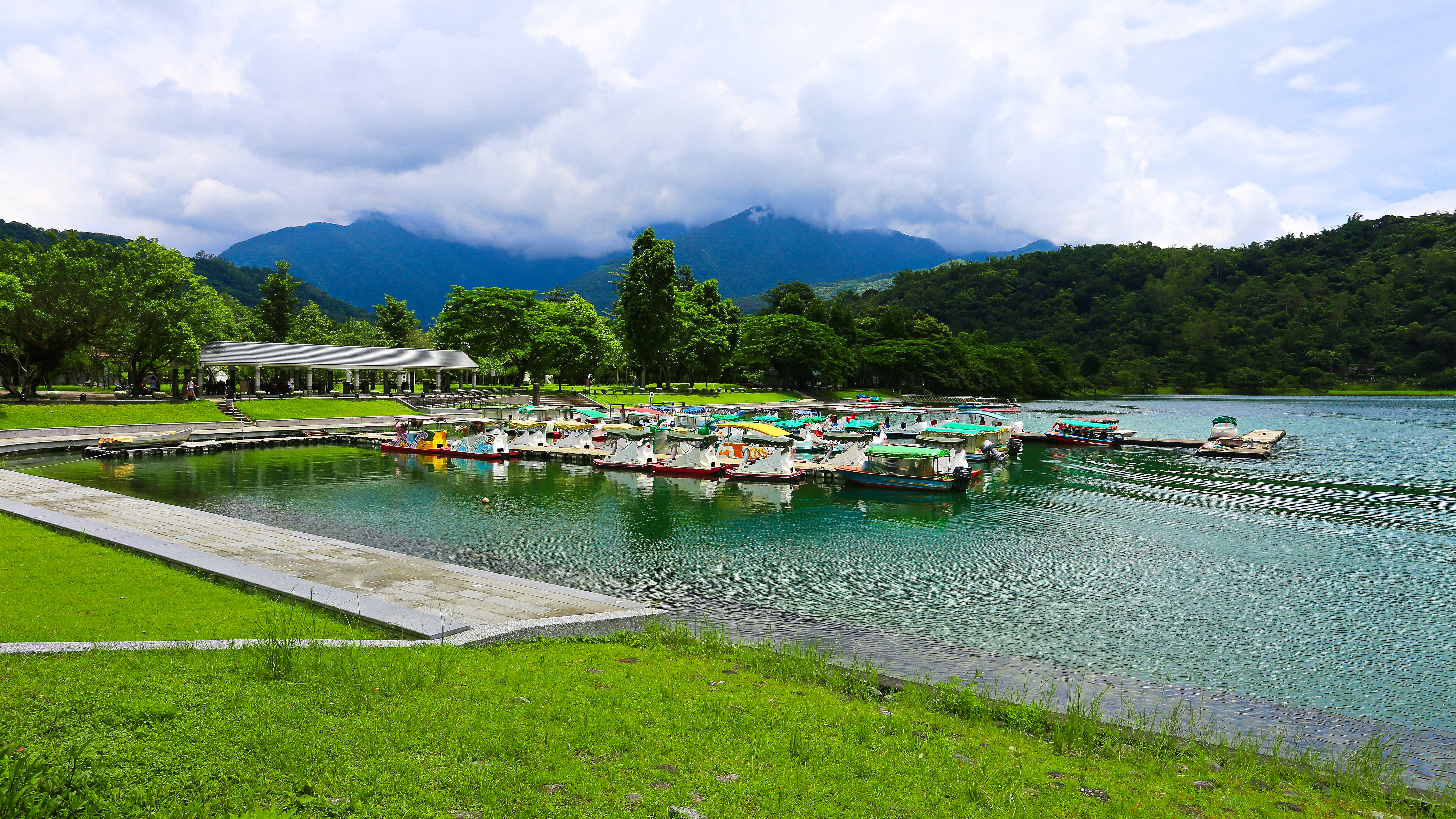
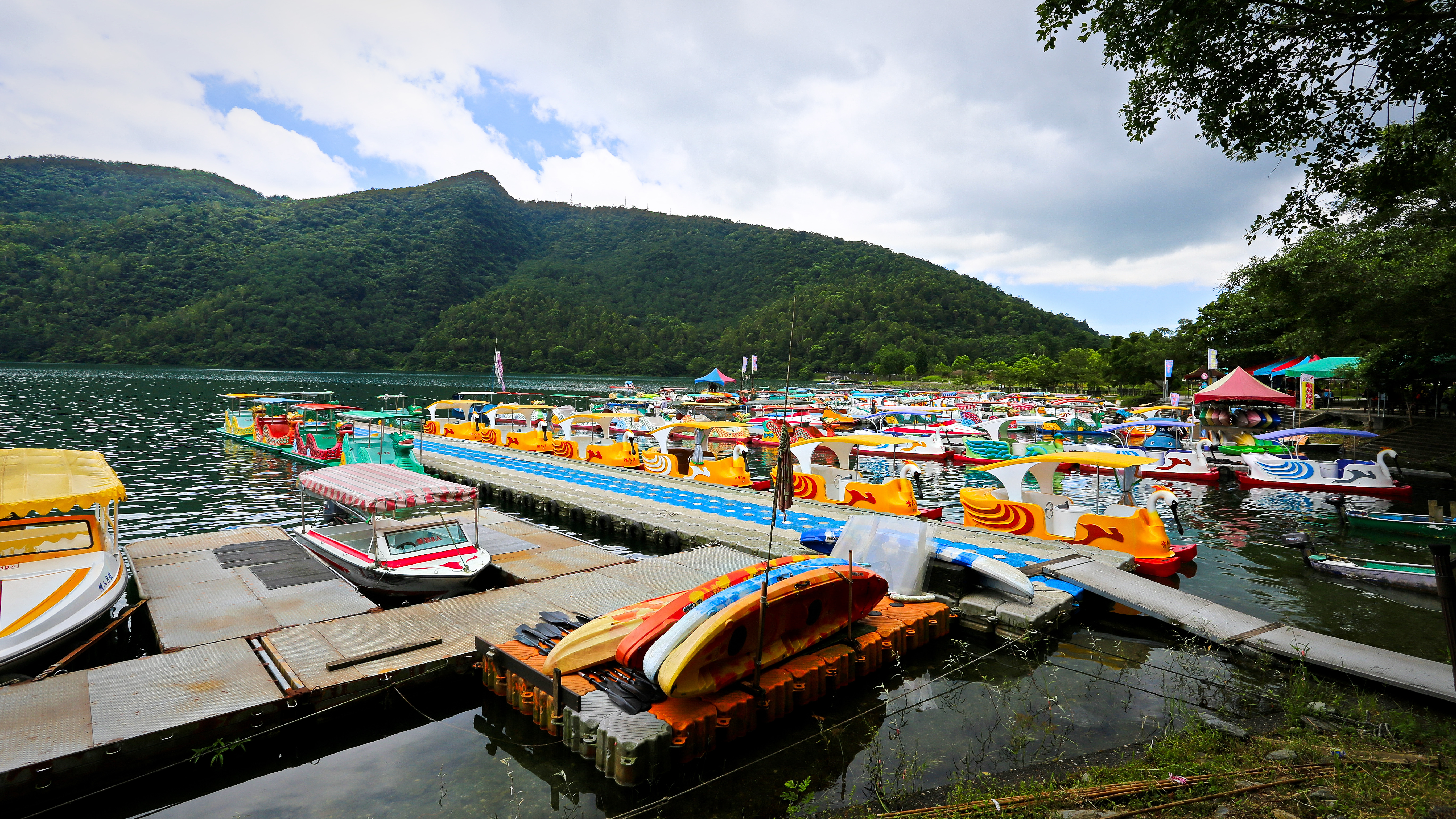
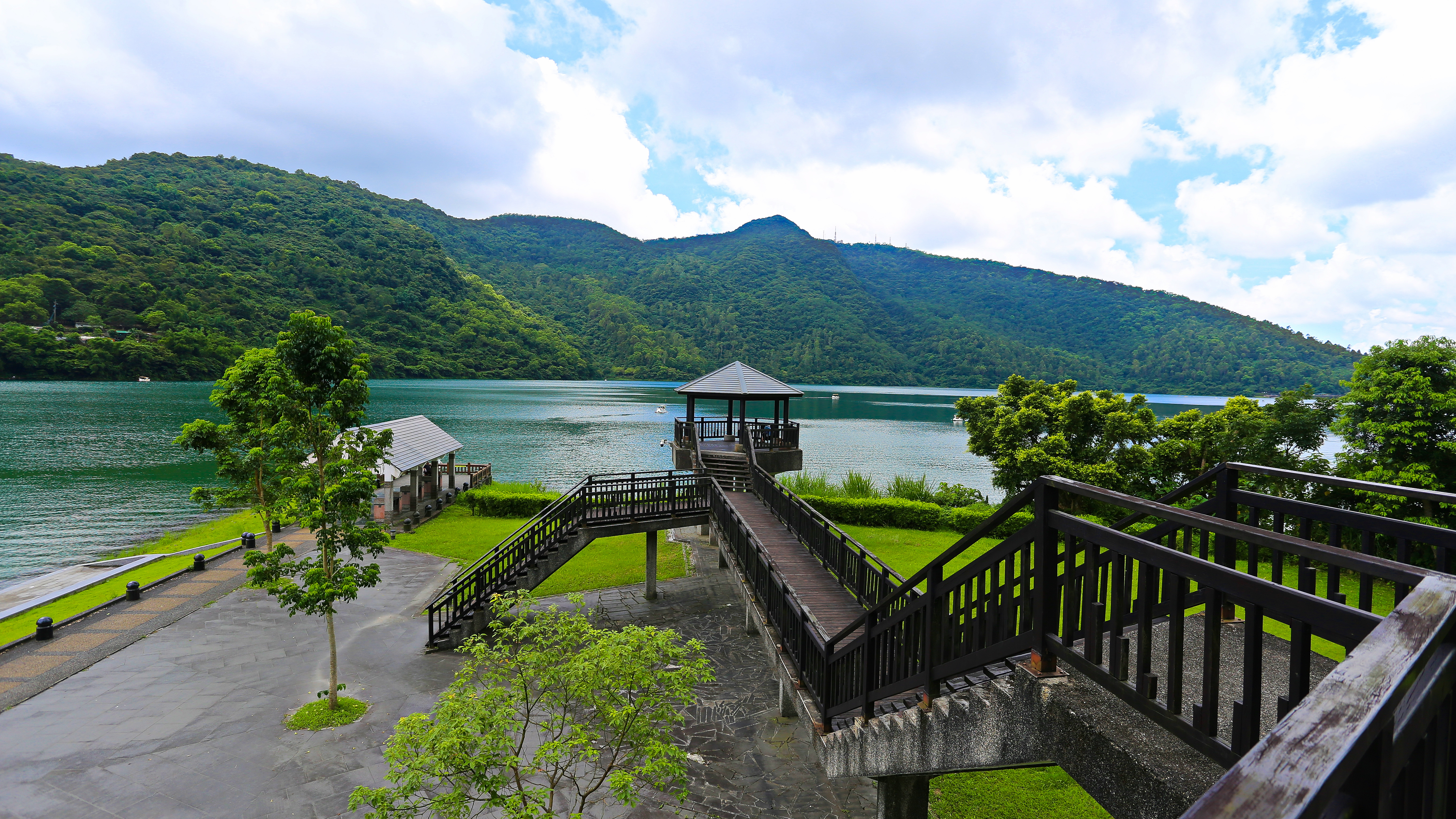

## 外部連結
- 鯉魚潭－花東縱谷國家風景區 （页面存档备份，存于）
- YouTube上的花蓮鯉魚潭即時影像